# Wjatscheslaw Michailowitsch Gaiser

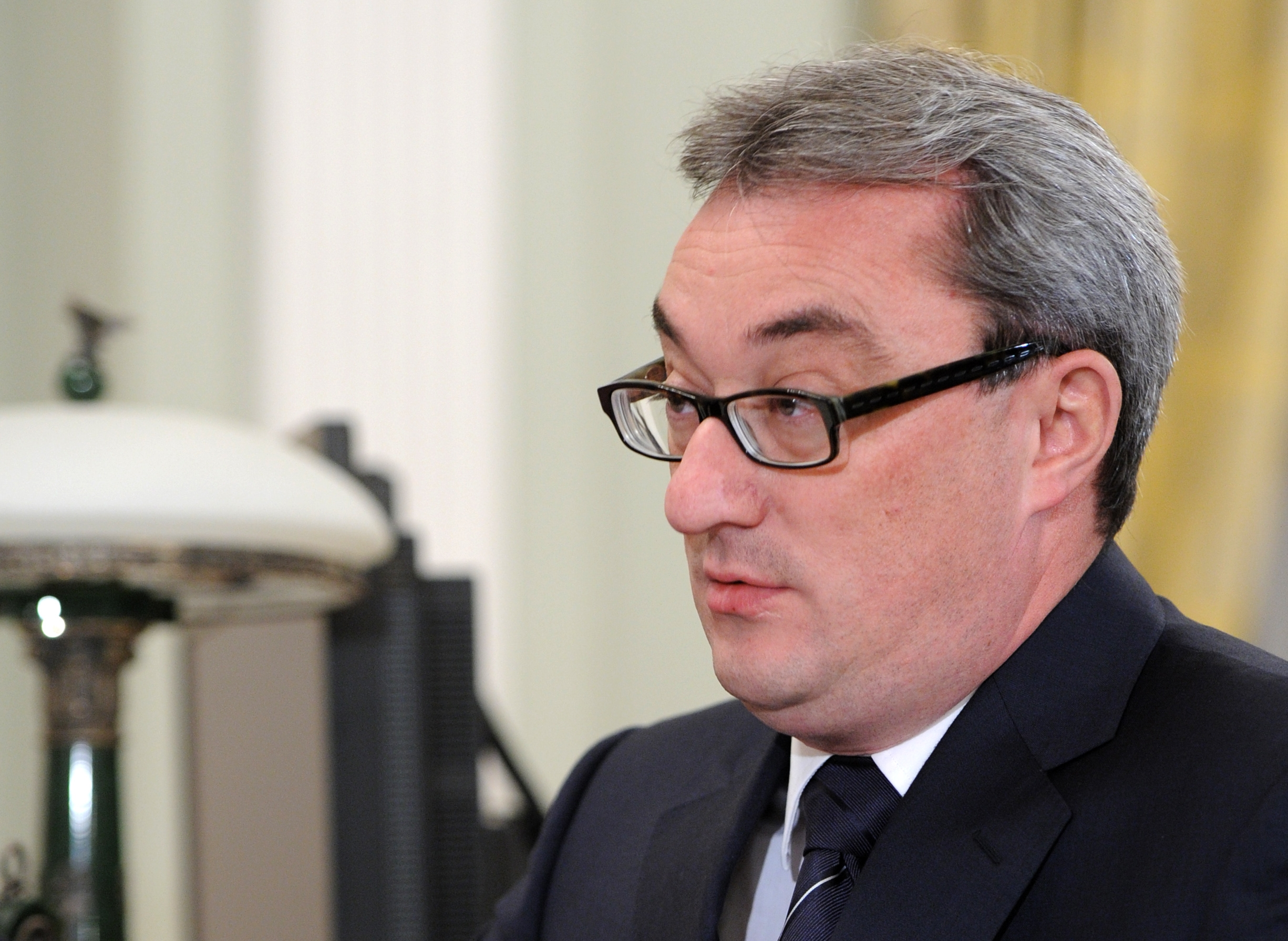
Wetschö Gaiser, Oktober 2011

Wjatscheslaw (Wetschö) Michailowitsch Gaiser (russisch Вячеслав Михайлович Гайзер, Komi Вечӧ Миш Гайзер Večö Miš Gaizer), * 28. Dezember 1966 in Inta, ASSR der Komi, RSFSR, UdSSR, ist ein Systemingenieur und russischer Politiker, der vom 15. Januar 2010 bis 30. September 2015 Gouverneur der Republik Komi war.
Am 19. September 2015 führte eine Untersuchung des russischen Untersuchungsausschusses zu seiner Festnahme. Gaiser und 18 seiner Mitarbeiter, von denen einige auch Mitglieder der Regionalverwaltung waren, wurden beschuldigt, eine kriminelle Bande organisiert und geführt zu haben, die sich massenhaft mit dem Diebstahl von Staatseigentum befasste. Die Untersuchung wurde am 2. Februar 2017 eingestellt und die Anklage im März fallengelassen. Gaiser gilt als treuer Putin-Anhänger.

## Lebensdaten
Gaiser besuchte die Schule № 6 in Inta. Von 1985 bis 1987 diente er in der Luftverteidigung. In den Jahren 1991 und 1999 absolvierte er das „Moskauer Institut für Wirtschaft und Statistik“ (russisch Московский государственный университет экономики, статистики и информатики) mit einem Abschluss in „Automatisierte Steuerungssysteme“ und „Finanzen und Kredit“
Von 1991 bis 1993 war er stellvertretender Geschäftsführer der «Менатеп» Menatep-Niederlassung, Aktiengesellschaft für kommerzielle Innovation im Bereich des wissenschaftlichen und technischen Fortschritts in Syktyvkar. Von 1993 bis 1996 arbeitete er bei der АКБ «Комибанк» (deutsch AKB Komibank): Abteilungsleiter, Direktor, dann Vizepräsident.
Bis 2002 – stellvertretender Vorstandsvorsitzender, Vorstandsvorsitzender der «Коми социальный банк» (deutsch Komi Sozial Bank). * Ab Februar 2002 Erster stellvertretender Finanzminister der Republik Komi, ab Juli 2003 Abteilungsleiter. Im Mai 2004 übernahm er neben dem Finanzministerium kommissarisch das Amt des stellvertretenden Gouverneurs von Komi. Im Mai 2009 wurde er zum ersten stellvertretenden Gouverneurs der Republik ernannt.
Im Januar 2010 wurde er von den Abgeordneten des Staatsrates der Region in der Eigenschaft des Oberhauptes der Republik genehmigt. Am selben Tag übernahm er die Position des Gouverneurs des Komi. Im September 2014 wurde er mit einem Rekordergebnis wieder zum Gouverneur des Komi gewählt. Bis September 2015 war er Mitglied des Hohen Rates der Partei Einiges Russland.
Am 19. September 2015 inhaftiert. Die Fahnder nahmen Gaiser am Flughafen kurz vor dem Antritt einer Auslandsreise fest. Andere Verdächtige, insgesamt 19 Personen, wurden in Sotschi, Sankt Petersburg und Komis Hauptstadt Syktywkar arrestiert. Am 20. September wegen Betrugsverdachts und der Schaffung einer organisierten kriminellen Gemeinschaft verhaftet. Am 30. September per Dekret des Präsidenten von Russland, Wladimir Putin, aus dem Amt des Gouverneurs der Komi im Zusammenhang mit dem Vertrauensverlust entfernt.
Er hat das Verdienstzeichen für die Republik Komi (2006), Dank des russischen Finanzministeriums (2007), eine Ehrenurkunde des russischen Ministeriums für wirtschaftliche Entwicklung und Handel (2008), eine Ehrenurkunde der Republik Komi (2008).

### Persönliches Leben und Familie
Seine Ehefrau Natalja Gaiser, arbeitet in einer Abteilung der staatlichen Drogenkontrolle der Republik Komi. Seine Tochter Jana wurde am 22. Juni 1992 geboren. 2014 schloss sie ein Aufbaustudium an der University of Surrey ab. Der Sohn Dmitry wurde am 5. Februar 1994 geboren.
Sein Vater Michail Iossifowitsch Gaiser war im Exil und Minenarbeiter. Als Russlanddeutscher wurde er 1945 mit seiner Familie in eine sibirische Sondersiedlung aus dem Oblast Mykolajiw, Ukraine vertrieben. Die Mutter Nina Nikolajewna Oboturowa stammte aus Objatschewo und unterrichtete Chemie und Biologie an der Inta-Schule.